# Жовтоводська виправна колонія № 26
Жовтоводська виправна колонія — виправна колонія управління Державного департаменту України з питань виконання покарань у Дніпропетровській області № 26.

## Історія колонії
Як свідчать архівні матеріали, установа була створена у 1958 р. як виправно-трудова колонія суворого режиму, на підставі наказу МВС УРСР від 26.12.1958 р. № 0302.У перші роки функціонування виправної колонії чисельність засуджених становила 700-800 чоловік. Засуджені, які відбували покарання в установі, спеціалізувалися в основному на обробці деревини і до 1962 р. проживали в гуртожитках, побудованих із дерева. Потім було збудовано і введено в дію двоповерхові гуртожитки із цегли у восьми секторах житлової зони.
У 1967 р. розпочалося виготовлення технологічної тари із металу та освоєння продукції для автомобільних заводів. З 1972 р. починається випуск силосозбиральних комбайнів, що виготовлялися до 1975 р. У 1975-1992 рр. колонія співпрацювала по кооперації з Південним машинобудівним заводом м. Дніпропетровська.
За час існування колонія неодноразово перепрофілювалась: спочатку в 1964 р. із колонії суворого режиму в колонію загального режиму, а в 2000 р. на підставі наказу ДДУВП від 11.09.2000 р. № 186 Жовтоводську виправну колонію було перепрофільовано в колонію посиленого режиму.

## Сучасний стан
На даний час в установі утримується близько 850 засуджених. Згідно з вимогами КВК України в 2005 р. у колонії побудовані та введені в експлуатацію дільниці посиленого контролю та соціальної реабілітації. Завершується капітальна перебудова медико-санітарної частини установи.
У різні роки установу очолювали:
А. О.Тюпін, Г. О. Гоноза, М. С. Козар, В. В. Колесников, І. Б. Харітонов, І. О. Деменко, В. Й. Крамаренко, С. Г. Ходус, І.С. Жураховський.
На даний час її очолює О.О. Ісаєв.
Станом на 2020 рік колонія припинила свою діяльність.

## Адреса
- 52201 м. Жовті Води Дніпропетровської області, пров. Дальній, 11